# Ennahda
Ennahda (även transkriberat som al-Nahda, arabiska för "återkomst") är ett moderat islamistparti i Tunisien, lett av Rachid Ghannouchi.
Ennahda blev det största i det första demokratiska valet som hölls efter den tunisiska jasminrevolutionen. Ennahda var förbjudet under både republikens grundare Habib Bourguiba och efterföljaren Ben Ali. 

Valet, som genomfördes söndagen den 23 oktober 2011, gällde 217 platser i ett konstitutionsråd med uppdrag att ta fram en ny grundlag samt utse övergångsregering och president.  
Ennahda fick nära 39 procent av rösterna och erövrade därmed 89 av platserna i rådet.

## Politik
Bättre tillgång till sjukvård, högre minimilöner, satsningar på social omsorg och närmande mellan Tunisien och EU är krav som återfinns i partiprogrammet.
I valet lovade Ennahda också att lyfta ekonomin, skapa 590 000 nya jobb och få ner arbetslösheten till 8,5 procent. 